# 小悪魔Sparkling
『小悪魔Sparkling』（こあくま スパークリング）は、2010年6月30日にリリースされたSuGの通算9枚目(メジャー2枚目)のシングルである。発売元はポニーキャニオン。

## 解説
- キャッチコピーはココロ弾けるビートで踊れ 恋したくなるパーティチューン☆★。
- 初回限定盤Aには「小悪魔Sparkling」、Bには「Five Starz ～五枚目俳優～」のPVが収録。
- TBS「あらびき団」エンディングテーマ。
- 本作でSuG史上初のオリコントップ10入りを果たした。

## 収録曲
1. 小悪魔Sparkling (4:05)
  - 作詞:武瑠／作曲:yuji／編曲:SuG&Tom-H@ck
2. Five Starz ～五枚目俳優～ (3:30)
  - 作詞:SuG／作曲:yuji／編曲:SuG&Tom-H@ck
3. 夏音 -kanon- (通常盤のみ) (4:35)
  - 作詞:武瑠／作曲:yuji／編曲:SuG&Tom-H＠ck